# Hapithus aztecus
Hapithus aztecus är en insektsart som först beskrevs av Henri Saussure 1874.  Hapithus aztecus ingår i släktet Hapithus och familjen syrsor. Inga underarter finns listade i Catalogue of Life.